# Campsicnemus obscuratus
Campsicnemus obscuratus är en tvåvingeart som beskrevs av Becker 1924. Campsicnemus obscuratus ingår i släktet Campsicnemus och familjen styltflugor.
Artens utbredningsområde är Taiwan. Inga underarter finns listade i Catalogue of Life.